# 前田憲寿
前田 憲寿（まえだ かずひさ）は、日本の医学者。東京工科大学教授。医学博士。

## 経歴
九州大学大学院薬学研究科修了後、東北大学大学院医学研究科にて医学博士の学位を取得。資生堂勤務を経て、2007年に東京工科大学バイオニクス学部教授に就任。2008年より、同大応用生物学部教授。専門分野は、香粧品科学、生化学、皮膚科学、分子細胞生物学、薬理学など。

## 略歴
- 九州大学薬学部卒業
- 九州大学大学院薬学研究科修了
- 東北大学大学院医学研究科医学博士取得（皮膚科学）
- 株式会社資生堂ライフサイエンス研究センター皮膚科学研究所主任研究員
- 2007年 東京工科大学バイオニクス学部教授
- 2008年 東京工科大学応用生物学部教授

## 業績
- 『ストロベリートマト（食用ホオズキ）の美白効果発見[2]』 - 化学工業日報（2009年4月8日）
- 『トタロールのメラニン生成抑制効果発見[3]』 - 日本農芸化学会2009年度大会ポスター発表（2009年03月28日）[4]
- 『パラベンのメラニン生成抑制効果発見[5]』 - 日本薬学会第130年会 30P-pm141 パラベンの美白効果（2010年3月28日~30日）
- 『卵黄のヒアルロン酸、フィラグリン生成促進物質発見』 - 化学工業日報（2010年3月30日）